# Сен-Лу-сюр-Семуз
Сен-Лу-сюр-Сему́з (фр. Saint-Loup-sur-Semouse) — коммуна во Франции, находится в регионе Франш-Конте. Департамент — Верхняя Сона. Административный центр кантона Сен-Лу-сюр-Семуз. Округ коммуны — Люр.
Код INSEE коммуны — 70467.

## География
Коммуна расположена приблизительно в 310 км к востоку от Парижа, в 75 км севернее Безансона, в 31 км к северу от Везуля.
По территории коммуны протекают реки Семуза и Огрон.

## Население
Население коммуны на 2010 год составляло 3460 человек.
| 1962 | 1968 | 1975 | 1982 | 1990 | 1999 | 2010 |
| ---- | ---- | ---- | ---- | ---- | ---- | ---- |
| 2864 | 3468 | 4692 | 4907 | 4677 | 4287 | 3460 |

## Администрация
| Период | Период | Фамилия         | Партия                    | Примечания                       |
| ------ | ------ | --------------- | ------------------------- | -------------------------------- |
| 1959   | 1987   | Андре Массон    | Радикальная левая партия  | член генерального совета кантона |
| 1987   | 1992   | Жан Галлер      | Социалистическая партия   | член генерального совета кантона |
| 1992   | 2001   | Жан-Луи Марие   | Социалистическая партия   | член генерального совета кантона |
| 2001   | 2004   | Кристьян Жансан | Разные правые             |                                  |
| 2004   | 2008   | Андре Руйе      | Союз за народное движение |                                  |
| 2008   | 2010   | Мишель Леруа    | Социалистическая партия   |                                  |
| 2010   | 2014   | Тьерри Бордо    | Социалистическая партия   |                                  |

## Экономика
В 2010 году среди 2088 человек трудоспособного возраста (15—64 лет) 1224 были экономически активными, 864 — неактивными (показатель активности — 58,6 %, в 1999 году было 61,1 %). Из 1224 активных жителей работали 991 человек (590 мужчин и 401 женщины), безработных было 233 (130 мужчин и 103 женщины). Среди 864 неактивных 176 человек были учениками или студентами, 276 — пенсионерами, 412 были неактивными по другим причинам.

## Достопримечательности
- Замок Були[фр.] (XVIII век). Исторический памятник с 1979 года[3]